# 종굴다크주

종굴다크주의 위치

종굴다크주(튀르키예어: Zonguldak ili)는 튀르키예 북서부와 흑해 연안에 위치한 주로, 흑해 지역에 속한다. 주도는 종굴다크이며 면적은 3,481km2, 인구는 558,645명(2006년 기준), 자동차 번호는 67번, 시외전화 지역번호는 0372번이다. 남서쪽으로는 뒤즈제주, 남쪽으로는 볼루주, 남동쪽으로는 카라뷔크주, 동쪽으로는 바르틴주와 접하며 6개 군을 관할한다. 석탄이 채굴된다.